# Sista Five
Sista Five（シスタファイヴ）は、大阪府守口市出身の5人姉妹のボーカルグループである。

## 概要
2006年12月6日にavexよりデビューした。血液型は全員AB型。
5人姉妹ならではの一糸乱れぬダンスとハーモニーが特徴。実家は、京阪守口市駅前の鉄板焼屋さん「藤家（ふじや）」、今でも活動のない日はお店に出て働いている。
- デビューのきっかけは、2004年6月に親戚の結婚式に出席した際に5人姉妹で歌を贈ったこと[要出典]。初代リーダーのMyuuが4人に話を持ち掛けてオーディション[要追加記述]に応募。1万2千人の中から決勝進出を果たし、審査員特別賞を受賞。その後、いくつものイベントに参加しプロデューサーの目に留まり[要出典]、2006年12月6日アルバム「VIVA!MUSICA」でデビューを果した。2006年の上海アジア音楽祭では、日本からの代表アーティストとして初めて最優秀魅力賞と銅賞をダブル受賞。
- 2007年1月NHK「歌謡コンサート」、3月NHK「ポップジャム」に出演。同年9月よりイオンの協賛を得て、イオンライブツアーを展開した（現在[いつ?]も各地のイオンでフリーライブを開催）。河口恭吾が発起人となった「地球兄弟プロジェクト」に賛同してシングルCD「地球兄弟」をリリース。
- デビュー1年後となる2007年12月、所属事務所が倒産し、現事務所「sfプロダクション」を設立した。「武者修行」と題して大阪、名古屋でストリートライブを重ねてファンを獲得。その集大成として2009年12月6日にデビュー3周年記念ライブを開催し、関西だけではなく関東、東海、沖縄などから350人のファンが集まり大成功をおさめる[要出典]。
- 2010年2月14日のワンマンライブをもって四女Suchiiが活動を休止し、以降は4人で活動する。
- 2010年6月13日、四女Suchiiの復帰が発表され、5人全員が揃っての活動が再開となる。
- 2010年6月15日、四女Suchiiが二代目リーダーに就任。
- 2010年11月29日、2011年3月21日のワンマンライブをもって無期限活動停止を発表。
- 2010年11月30日、次女Ryowooが出産。
- 2011年3月21日、ワンマンライブをもって無期限活動停止に。長女Aicooがソロ活動へ。

## メンバー
- Aicoo（アイ）

長女　コーラス担当　ニックネームは「アイくー」　9月19日生まれ　お餅、パン、カフェオレが好き　
- Ryowoo（リョウ）

次女　ダンス担当　ニックネームは「りょうちゃん、りょうちん」　2月26日生まれ　マンゴーとラーメンが好き
- Myuu（ミュウ）

三女　リーダー、MC担当　ニックネームは「みゆちゃん、みっちー」　9月19日生まれ　抹茶菓子とプリンが好き
- Suchii（サチ）

四女　ムードメーカー的存在　ニックネームは「さっちゃん」　10月4日生まれ　うどんと卵が好き
- Akyee（アキ）

五女　マスコットアイドル的存在　ニックネームは「あっきー」　3月14日生まれ　イチゴと辛いものが好き

## ディスコグラフィー

### アルバム
- VIVA!MUSICA（2006年12月6日）カバーアルバム
  1. B ur Girl 〜他人の関係〜（金井克子）
  2. キエンセラ（ペレス・プラード）
  3. Chan Chan
  4. ある恋の物語（ペレス・プラード）
  5. 1-2-3
  6. キサス・キサス・キサス
  7. Guantanamera
  8. Runaway

- Dear…（2008年9月17日）オリジナルアルバム（「ひまわり」はカバー）
  1. Good Chopper（作詞・作曲：平方元）
  2. 言葉に出来ない思いがあるから
  3. 無人島
  4. 祈り
  5. ひまわり（カズン）

- POWER TO THE PEOPLE（2009年12月2日）オリジナルアルバム
  1. LOVE TRAIN
  2. VACATION! WINTER VERSION
  3. TOP TRIP
  4. めぐりあい
  5. POWER TO THE PEOPLE
  6. 振れ！フレフレ！〜Show The Flag〜
  7. Merry Merry X'mas To You

### シングル
- お好み焼ファンキーソウル／地球兄弟（両A面）先行販売バージョン（2007年10月10日）カバー曲
- お好み焼ファンキーソウル／地球兄弟（両A面）全国販売バージョン（2008年6月4日）カバー曲（PVのDVD付）
- お好み焼ファンキーソウル／地球兄弟（両A面）道とん堀限定バージョン（2008年6月4日）カバー曲（お好み焼チェーン道とん堀店頭にて限定販売）
- Merry Merry X'mas to you（2008年12月1日）music.jp配信限定シングル
- めぐりあい／VACATION!（両A面）（2009年8月7日）

### コーラス参加
- 大橋タカシ　アルバム「GRAND CANYON」（2008年6月22日）にAicoo、Myuu、Akyeeがコーラス参加
- インド人演歌歌手CHADHA（チャダ）　シングル「愛なんじゃナイ！？」（2009年4月1日）にコーラス参加
- 大橋タカシ　シングル「未来への地図」（2009年10月18日）にAicoo、Ryowooがコーラス参加

## レギュラー番組

### ラジオ
- FM HANAKO「Sista FiveのちゃっとチャットGo！Go！」2007年4月6日〜2010年12月
- 同上「Aicoo's ROOM 1LDK」 2011年1-3月

上述番組がユニットの活動休止に伴い終了したため、それに代わるつなぎ番組としてAicooのみがソロ出演したもの。まれに他のメンバーが「ゲスト」という扱いで出演した回もある
- FM COCOLO「feeling@home」2009年4月1日〜12月30日（終了）

### テレビ
- 毎日放送「水野真紀のMaki's魔法のレストラン」のエンディングテーマ曲に「お好み焼ファンキーソウル」　2007年1月の1ヶ月間起用　※終了
- 関西テレビ「モモコのOH！ソレ！み～よ！」のエンディングテーマ曲に「言葉に出来ない思いがあるから」　2008年10月4日〜約3ヶ月起用　※終了
- BS朝日「愛のワンニャンタイム」のエンディングテーマ曲に「めぐりあい」　2009年6月21日〜起用

## その他
- お好み焼チェーン「道とん堀」イメージキャラクター　2008年6月〜約1年起用（終了）
- チョーヤ「ウメッシュゼリー」CMに声の出演（歌：Myuu、ナレーション：Ryowoo）　2009年5月〜